# ナイルの宝石
『ナイルの宝石』（The Jewel of the Nile）は、1985年制作のアメリカ合衆国の映画。
『ロマンシング・ストーン 秘宝の谷』の続編で、前作の出演者マイケル・ダグラス（兼・製作）、キャスリーン・ターナー、ダニー・デヴィートが再び出演しているが、監督はルイス・ティーグが務めている。
1985年の北米興行収入第7位。

## あらすじ
前作の冒険の後、ジャックとジョーンは豪華ヨットで世界一周の旅に出る。
ある日、一時寄港した南ヨーロッパのある街でのパーティーで、ジョーンはアフリカ某国の独裁者オマーから伝記執筆の依頼を受ける。旅に飽き始めていたジョーンはその話に乗り、オマーと共にアフリカへ向かう。一方、ジャックは悪党のラルフと再会していた。
そんな時、ジャック達の乗って来た豪華ヨットがテロリストのタラクの手で爆破される。タラクはオマーの盗み出した宝石“ナイルの星”を取り返してほしいとジャック達に依頼。前作に続き再び大冒険が展開される。

## 登場人物
ジャック・コルトン
演 - マイケル・ダグラス
冒険者。ジョーンとは恋仲だがぎくしゃくしている。事件に巻き込まれてジョーンとは違った事情でアフリカに行く。
ジョーン・ワイルダー
演 - キャスリーン・ターナー
小説家。オマーから即位式取材と伝記執筆を依頼される。これによりナイルに行く。
ラルフ
演 - ダニー・デヴィート
小柄な悪党。タラクを連れてきた。
オマー
演 - スピロス・フォーカス
アフリカ某国の大統領。ジョーンに様々な依頼をする。
ジュエル
演 - アヴナー・アイゼンバーグ
イスラムの聖者。
グロリア
演 - ホランド・テイラー
編集者。
タラク
演 - ポール・デヴィッド・マギッド
テロリスト。

## キャスト
| 役名                 | 俳優                         | 日本語吹替                                                       | 日本語吹替 |
| 役名                 | 俳優                         | フジテレビ版                                                     | テレビ朝日版 （追加収録版）                                                                                            |
| -------------------- | ---------------------------- | ---------------------------------------------------------------- | --- |
| ジャック・コルトン   | マイケル・ダグラス           | 樋浦勉                                                           | 津嘉山正種 |
| ジョーン・ワイルダー | キャスリーン・ターナー       | 田島令子                                                         | 藤田淑子 （渡辺明乃）                                                                                                  |
| ラルフ               | ダニー・デヴィート           | 青野武                                                           | 辻親八 |
| オマー               | スピロス・フォーカス         | 石田太郎                                                         | 有川博 （世古陽丸） |
| ジュエル             | アヴナー・アイゼンバーグ     | 小川真司                                                         | 牛山茂 |
| グロリア             | ホランド・テイラー           | 前田敏子                                                         | 翠準子 |
| タラク               | ポール・デヴィッド・マギッド | 島香裕                                                           | 檀臣幸 |
| その他               | N/A                          | 沢木郁也 朝戸鉄也 石森達幸 上田敏也 藤田幹子 高橋ひろ子 江森浩子 | 広瀬正志 坂口哲夫 田原アルノ 相沢正輝 青山穣 諸角憲一 石井隆夫 中博史 寺内よりえ 定岡小百合 五十嵐麗 小川智子 長島雄一 |
| 日本語版スタッフ     |                              |                                                                  | |
| 演出                 | 演出                         | 山田悦司                                                         | 田島荘三 |
| 翻訳                 | 翻訳                         | トランスグローバル                                               | 宇津木道子 |
| 調整                 | 調整                         | 杉原日出弥                                                       | 遠西勝三 |
| 効果                 | 効果                         |                                                                  | VOX |
| 制作                 | 制作                         | トランスグローバル                                               | コスモプロモーション                                                                                                   |
| 初回放送             | 初回放送                     | 1989年4月15日 『ゴールデン洋画劇場』                             | 1998年2月1日 『日曜洋画劇場』                                                                                          |

※2015年10月7日発売の『吹替の名盤』シリーズ ＜テレビ吹替音声収録＞HDリマスター版DVDにはテレビ朝日版の吹替が収録（約96分）。また、テレビ朝日版はカットされた部分を追加録音した「吹替補完版」が2018年10月14日にWOWOWで放送された。

## スタッフ
- 監督：ルイス・ティーグ
- 製作：マイケル・ダグラス
- 脚本：マーク・ローゼンタール、ローレンス・コナー
- キャラクター創作：ダイアン・トーマス
- 撮影：ヤン・デ・ボン
- 音楽：ジャック・ニッチェ

## 主題歌
ビリー・オーシャンが歌った主題歌「ゲット・タフ 〜ナイルの宝石のテーマ」は、全米チャートで最高2位、全英チャートでは彼にとって今のところ唯一のナンバーワンヒットとなっている。なお、この曲のビデオクリップには、マイケル・ダグラス、キャスリーン・ターナー、ダニー・デヴィートの3人がバックコーラス（役）として出演している。

## その他
マイケル・ダグラス、キャスリーン・ターナー、ダニー・デヴィートはこの後、『ローズ家の戦争』で三たび共演している。